# クラレンス・デマー
クラレンス・デマー（Clarence Harrison DeMar、1888年6月7日- 1958年6月11日）は、アメリカ合衆国の陸上競技選手。1924年パリオリンピックの銅メダリストである。オハイオ州ハミルトン郡マデイラ出身。

## 経歴
デマーは、「ミスター・デマラソン」のあだ名で広く知られている。1910年、デマーの初マラソンとなったボストンマラソンで、2位と好成績を残した。しかし、その後、医者から心雑音がするのでマラソンをやめるようにいわれる。それでも、デマーはマラソンに出場し続ける。翌年のボストンマラソンでは、医者から、疲れを感じたらリタイアするように言われていたにもかかわらず、2時間21分39秒の大会新記録で優勝。1912年ストックホルムオリンピックのアメリカ代表選手に選ばれた。しかし、彼の最初のオリンピックは、コーチングスタッフが選手たちを厳しく管理したことに対して不満があったためか12位という結果に終わる。
ストックホルムオリンピック後、しばらくはレースに出場していたデマーであったが、その後大きな試合やマラソン大会に出場するのをやめる。その間に、ハーバード大学とボストン大学の講座を受講。準学士の学位を得る。一方で印刷工としても働いていた。
デマーは1917年に再びマラソンを始める。同年のボストンマラソンではほとんど練習をしていなかったにもかかわらず3位という成績を残す。さらに、ブルックトンフェアマラソンでも大会新記録を樹立する。その後しばらくして、軍に徴兵された。
軍に所属しているときもレースに出場していたが、大きなレースに出場するのは1922年まで待たなければならなかった。その1922年ボストンマラソンで、2時間18分10秒のコースレコードを出し11年ぶりの優勝を果たす。さらに1923、1924年も優勝し、大会3連覇を果たす。そして、デマーは、パリオリンピック代表選手に選ばれると、3位となり銅メダルを獲得した。
デマーは、パリオリンピックの後、1925年のボストンマラソンで2位、1926年の同大会でも3位となる。その後、ボルチモアマラソン（1926年5月）、セスキ・センテニアルマラソン（1926年6月）、ポートチェスターマラソン（1926年10月）、ボルチモアマラソン（1927年3月）、ボストンマラソン（1927年4月）と、1年間でマラソン5連勝を果たす。翌年の1928年ボストンマラソンも制し、1928年アムステルダムオリンピックに出場したが、悪天候に阻まれ27位と惨敗した。その後、1930年に、41歳で通算7回目のボストンマラソン制覇を果たす。
デマーはその後も走り続け、1954年に65歳でボストンマラソンに出場した。これがデマーの最後のボストンマラソンとなったが、彼は亡くなる前年にも15kmレースに出場している。デマーの栄誉を記念して、彼が過ごしたニューハンプシャー州キーンでは1978年からクラレンス・デマーマラソンが催されている。